# 楊永祜
楊永祜（1482年—？），字元錫，山西遼州人，軍籍，明朝政治人物。

## 生平
正德五年山西鄉試第十四名舉人。曾任山阳教谕。正德十二年（1517年）中式丁丑科會試第一百九十六名，登第三甲第二百二十二名進士。都察院观政，授刑部主事，嘉靖初抗章论事，复内竖侵占民田若干顷，卒于官，入山阳名宦。

## 家族
曾祖楊進；祖父楊冕，曾任縣丞；父楊訥，曾任都轉運鹽使司經歷。母孟氏。具庆下。弟永祚、永祯、永福、永禄、永祺、永禧。
弟杨永福，嘉靖元年举人，官卫辉府推官。杨永禄，嘉靖四年举人，官安化知县。